# Congrégation des Sacrés-Cœurs de Jésus et de Marie
Ne doit pas être confondu avec Sœurs des Sacrés-Cœurs de Jésus et de Marie.
La congrégation des Sacrés-Cœurs de Jésus et de Marie (en latin : Congregatio Sacrorum Cordium Iesu et Mariae necnon adorationis perpetuae Sanctissimi Sacramenti altaris), dont les membres sont couramment appelés Picpuciens, forme une congrégation cléricale de droit pontifical vouée à l'apostolat missionnaire et à la formation des séminaristes.

## Historique

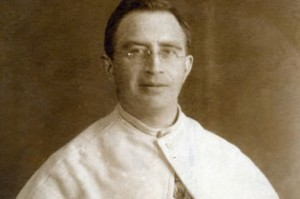
Eustáquio von Lieshout (1890-1943) prêtre picpuciens missionnaire au Brésil

La congrégation prend son origine dans la société du Sacré-Cœur, une association fondée en 1793 à Poitiers par Suzette Geoffroy et composée de jeunes femmes qui se consacrent aux œuvres de charité, à la propagation de la dévotion au Sacré-Cœur de Jésus et aux soins des prêtres qui travaillent dans la clandestinité sous la Terreur. Pierre Coudrin (1768-1837) entre en contact avec l'association et introduit la pratique de l'Adoration eucharistique perpétuelle ; en 1795, Henriette Aymer de La Chevalerie (en) rejoint le groupe dont une partie devient les sœurs des Sacrés-Cœurs et de l'Adoration perpétuelle du Saint Sacrement. Le père Coudrin est bientôt rejoint par d'autres prêtres et disciples. Le 24 décembre 1800, le père Coudrin et Mlle Aymer de la Chevalerie prononcent des vœux privés et se  séparent de l'association de Madame Geoffroy dans le but de propager la dévotion aux Sacrés-Cœurs de Jésus et de Marie par l'Adoration perpétuelle, l'éducation et l'apostolat missionnaire. Les deux premiers frères font leur profession religieuse le 2 février 1801. En 1805, les pères et les sœurs des Sacrés-Cœurs fixent leur maison-mère au 35 rue de Picpus à Paris et la société commence à être communément appelée Congrégation de Picpus (La congrégation à la charge du cimetière de Picpus ; sous l'Ancien Régime, une autre Congrégation de Picpus avait déjà existé, relevant du Tiers-ordre franciscain réformé, sise au 61 de la rue de Picpus de 1601 à 1790). Les branches masculine et féminine forment d'abord une seule congrégation qui, en tant que telle, reçoit l'approbation du pape Pie VII, solennellement confirmée par la bulle Pastor Aeternus du 17 novembre 1817 puis en 1840 par Grégoire XVI.
En 1827, le Saint-Siège leur confie l'évangélisation des îles Sandwich (Hawaï), Alexis Bachelot en devient le 1er préfet apostolique puis Étienne Rouchouze (1798-1843) est nommé au vicariat apostolique d'Océanie orientale. Le vicariat apostolique des Îles Sandwich est créé en 1846 (devient le diocèse d'Honolulu en 1941). Il est confié au père Louis-Désiré Maigret. En 1833, les archipels  de la Polynésie (notamment de la Polynésie française) leur sont également confiés, avec François Caret comme préfet apostolique de l'Océanie du Sud. Honoré Laval évangélise les Îles Gambier. La rue de Tahiti, dans le quartier de Picpus du 12e arrondissement de Paris, garde le souvenir d’un établissement de cette congrégation qui s'y trouvait et était destiné aux missions de Tahiti.
Le 26 mai 1871, quatre prêtres (parmi 52 otages), Ladislas Radigue, Polycarpe Tuffier, Marcellin Rouchouze et Frézal Tardieu, sont fusillés par les Fédérés lors du massacre de la rue Haxo. Leur procès en béatification est ouvert le 1er décembre 1964.
Pendant la guerre d'Espagne en 1936, plusieurs prêtres de Picpus sont assassinés à Madrid, ce sont les pères Eladio Lopez Ramos, Théophile Fernandez de Legaria Goni, Mario Ros Ezcurra, Gonzalo Barron Nanclares, Isidore Niguez de Ciriano Abechuco ; ils sont béatifiés le 13 octobre 2013.
Du fait du tarissement des vocations en France, et définitivement au Canada, la congrégation n'est plus majoritairement francophone et désormais largement hispanophone, puis anglophone ; elle recrute dans des pays où il existe encore des établissements d'enseignement secondaire appartenant à la congrégation, ce qui n'est plus le cas dans la majeure partie des pays d'Europe.

## Figures notables de la congrégation
- Louis-Désiré Maigret (1804-1882), vicaire apostolique des îles Sandwich.
- Chrysostome Liausu (en) (1807-1839), missionnaire.
- René-Ildefonse Dordillon (1808-1888), vicaire apostolique des îles Marquises et évêque titulaire de Cambysopolis (de).
- Joseph Baudichon (1812-1882), vicaire apostolique des îles Marquises et évêque titulaire de Basilinopolis.
- Damien de Molokai (1840-1889), père missionnaire à Hawaï ; béatifié en 1995 puis canonisé en 2009.
- Eustache van Lieshout (1890-1924), père missionnaire au Brésil ; béatifié en 2006.
- Paul-Marie-Joseph Julliotte (1867-1956).
- Pierre Bonamie, archevêque titulaire de Chalcédoine (de), supérieur général de 1837 à 1853.
- Henri Systermans, supérieur général de 1958 à 1970.
- Esteban Gumucio Vives (1914-2001), provincial et maître des novices au Chili, dévoué dans les périphéries de Santiago.
- Étienne Jaussen

## Supérieurs généraux
- France 1800–1837, Marie-Joseph Pierre Coudrin, fondateur
- France 1837–1853, Pierre-Dominique-Marcellin Bonamie
- France 1853–1869, Euthyme Rouchouze
- France 1870–1911, Marcellin Bousquet
- France 1912–1938, Flavien Prat
- France 1938–1958, Jean du Cœur de Jésus d’Elbée[8]
- Belgique 1958–1970, Henry Systermans, premier supérieur général non-français[9], il a pris part au concile Vatican II et a renoncé au supériorat à vie[10]
- Pays-Bas 1970–1982, Jan Scheepens[11]
- Irlande 1982–1994, Patrick Bradley[12]
- Espagne 1994–2006, Enrique Losada Adame[13]
- Espagne 2006–2018, Javier Álvarez-Ossorio Ramos[14]
- Chili 2018-2024, Alberto Toutain

## Activités et diffusion
Les Picpuciens se vouent principalement à l'activité missionnaire et à la formation des séminaristes.
Ils sont présents en :
- Europe : Allemagne, Autriche, Belgique, Espagne, France, Irlande, Italie, Norvège, Pays-Bas, Pologne, Portugal, Royaume-Uni.
- Amérique : Argentine, Bahamas, Brésil, Canada, Chili, Colombie, Équateur, États-Unis, Hawaï, Mexique, Paraguay, Pérou, Porto Rico.
- Afrique : République démocratique du Congo, Mozambique.
- Asie : Inde, Indonésie, Japon, Philippines, Singapour.
- Océanie : Îles Cook, Polynésie française.

La maison généralice est à Rome.
Au début des années 1960, la congrégation comptait environ 1 770 membres. Au 31 décembre 2005, la congrégation comptait 205 maisons et 946 religieux dont 749 prêtres.

### Composition
En 2018, la congrégation comptait 710 membres, répartis selon les aires géographiques suivantes :
- Afrique : 34
- Amérique latine
  - Brésil et Paraguay : 46
  - Chili : 57
  - Colombie-Pérou-Équateur : 54 (zone devenue province en juin 2017)
  - Mexique : 21
- Amérique du Nord
  - États-Unis (et Inde) : 98
- Asie
  - L'Inde est une région dépendant des États-Unis
  - Indonésie : 70
  - Japon et Philippines : 25
- Europe
  - Allemagne : 42
  - Espagne et Portugal (et Porto Rico) : 96
  - Flandres : 29
  - France et Polynésie : 54
  - Irlande et Angleterre : 19
  - Pays-Bas : 18
  - Pologne : 47

## Source
- (it) Cet article est partiellement ou en totalité issu de l’article de Wikipédia en italien intitulé « Congregazione dei Sacri Cuori » (voir la liste des auteurs).